# Zeeuwse prijs voor Kunsten en Wetenschappen
De Zeeuwse prijs voor Kunsten en Wetenschappen is een prijs die Gedeputeerde Staten van de provincie Zeeland verleent aan personen die een uitzonderlijke bijdrage hebben geleverd aan het culturele leven in Zeeland. De prijs is voor het eerst uitgereikt in 1957 maar wordt niet elk jaar toegekend. De laatste laureaat dateert uit 2006. Vanaf 2009 adviseert de Raad voor Cultuur van Zeeland in de toekenning van de prijs. De prijs bestaat uit een gouden penning, ontworpen door Dirk van Gelder, een oorkonde en een symbolisch geldbedrag dat in 1957 vijfhonderd gulden en van 1961 tot en met 1989 duizend gulden bedroeg.

## Winnaars
- 1957: H.A.C. (Rika) Ghijsen [3]
- 1961: J.C.J. (Johan) van Schagen
- 1963: Eduard Flipse
- 1964: P.J. (Piet) Meertens.[4]
- 1965: H. de Lussonet de la Sablonière, architect, restaurateur van de Abdij van Middelburg[5]
- 1966: A.J.J.M. (Luis) Mes
- 1971: J.A.M. (Hans) Warren [6]
- 1974: E.J. (Lien) van den Broecke-de Man [7]
- 1978: Gommert de Kok, hoofdredacteur PZC
- 1980: J.J. van der Weel, voorzitter Zeeuwse Culturele Raad[8]
- 1989: M. de Bruin, archivaris[9]
- 1997: Wim Riemens[10][11]
- 2001: Wim Hofman
- 2006: Ad van ´t Veer, directeur Stichting Nieuwe Muziek Zeeland[12]